# Human Proteome Folding
Il progetto Human Proteome Folding (HPF) è frutto della collaborazione tra l'Università di New York (Bonneau Lab), l'Institute for Systems Biology (ISB) e l'Università di Washington (Baker Lab), utilizzando il software Rosetta sviluppato da Rosetta Commons.
Il progetto HPF è attualmente alla fase 2, che lavora esclusivamente sul progetto di calcolo distribuito World Community Grid. La fase 1 ha lavorato su due reti di calcolo distribuito: World Community Grid, un'iniziativa filantropica dell'IBM, e la United Devices' grid.org.
L'Institute for Systems Biology ha progettato lo Human Proteome Folding per il World Community Grid e userà i risultati nel suo più ampio impegno di ricerca.

## Stato del progetto
La fase 1 di HPF ha applicato il software Rosetta v4.2x sul genoma umano e 89 altri, a partire dal novembre 2004. La fase 1 si è conclusa nel luglio 2006. 
La fase 2 (HPF2) applica il software Rosetta v4.8x ad una maggior risoluzione, in modalità "full atom refinement", concentrandosi sui biomarcatori tumorali (proteine che si trovano a livelli drammaticamente aumentato nei tessuti tumorali), le proteine secrete umane e la malaria.
Parallelamente, l'obiettivo della fase 2 è anche quello di migliorare ulteriormente il Software Rosetta, principalmente sviluppato su Rosetta@home.

## Pubblicazioni
Lars Malmström, Michael Riffle, Charlie E. M. Strauss, Dylan Chivian, Trisha N. Davis e David Baker, Superfamily Assignments for the Yeast Proteome through Integration of Structure Prediction with the Gene Ontology, in PLoS Biology, vol. 5, n. 4, 2007,  pp. e76, DOI:10.1371/journal.pbio.0050076.